# Tarik Belmadani
Tarik Belmadani (Viriat, 17 novembre 1987) è un lottatore francese.

## Biografia
È stato quattro volte campione di francia negli anni 2009, 2011, 2012 e 2013.
Ha rappresentato la Francia ai Giochi olimpici estivi di Londra 2012 nella categoria fino a 60 chilogrammi, dove è stato eliminato dal giapponese Ryutaro Matsumoto, concludendo il torneo al nono posto in classifica.
Ai I Giochi europei di Baku 2015 ha vinto il bronzo nella categoria fino a 59 chilogrammi.

## Palmarès
- Giochi europei

Baku 2015: bronzo nella categoria fino a 59 kg.
- Giochi del Mediterraneo

Mersin 2013: argento nella categoria fino a 60 kg.